# Liste der Kulturdenkmale in Ostritz

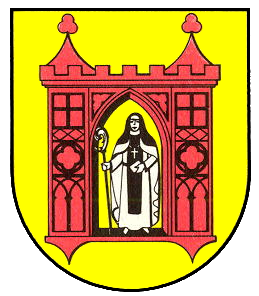
Wappen von Ostritz

In der Liste der Kulturdenkmale in Ostritz sind die Kulturdenkmale der sächsischen Stadt Ostritz verzeichnet, die bis September 2024 vom Landesamt für Denkmalpflege Sachsen erfasst wurden (ohne archäologische Kulturdenkmale). Die Anmerkungen sind zu beachten.
Diese Aufzählung ist eine Teilmenge der Liste der Kulturdenkmale im Landkreis Görlitz.

## Ostritz
| Bild                                    | Bezeichnung | Lage | Datierung                                                                             | Beschreibung | ID       |
| --------------------------------------- | --- | --- | ------------------------------------------------------------------------------------- | --- | -------- |
|                                         | Denkmalschutzgebiet Stadtkern Ostritz | (Stadtkern) (Karte)                                                                                                   | 13. bis 19. Jahrhundert                                                               | Denkmalschutzgebiet Stadtkern Ostritz, laut Satzung vom 20. November 2000 | 09303582 |
| Direkt Bild zu diesem Denkmal hochladen | Siegfriedskapelle | (im Klosterwald) | 1859                                                                                  | Erinnerungsstein für das 1427 von den Hussiten zerstörte alte Kloster bei Sifridsdorf, im neogotischen Stil, geschichtlich von Bedeutung | 09228204 |
| Direkt Bild zu diesem Denkmal hochladen | Wohnhaus mit integriertem Wirtschaftsteil | Altstädter Weg 13 (Karte)                                                                                             | Um 1800                                                                               | Obergeschoss strebenreiches Fachwerk, Giebel verbrettert, baugeschichtlich von Bedeutung | 09226939 |
| Direkt Bild zu diesem Denkmal hochladen | Mietshaus | Apfelweg 1 (Karte) | 1907                                                                                  | Schlichter Putzbau, baugeschichtlich von Bedeutung | 09228061 |
| Direkt Bild zu diesem Denkmal hochladen | Stadtscheunen | Bahnhofstraße (neben Nr. 44) (Karte)                                                                                  | Bezeichnet mit 1825                                                                   | Alte massive Scheunen mit Krüppelwalmdach, Zeugnisse des ursprünglich ländlichen Charakters der Stadt, wirtschaftsgeschichtlich und ortsgeschichtlich von Bedeutung | 09228070 |
| Weitere Bilder                          | Stadtscheunen | Bahnhofstraße (hinter Nr. 16) (Karte)                                                                                 | 18. Jahrhundert                                                                       | Alte massive Scheunen, Zeugnisse des ursprünglich ländlichen Charakters der Stadt, wirtschaftsgeschichtlich und ortsgeschichtlich von Bedeutung; teilweise abgerissen | 09228066 |
|                                         | Direktionsgebäude, heute Wohnhaus | Bahnhofstraße 3 (Karte)                                                                                               | 1896                                                                                  | Historisierend mit Eckturm, Klinkerfassade, baugeschichtlich von Bedeutung | 09228062 |
|                                         | Mietshaus | Bahnhofstraße 5 (Karte)                                                                                               | 1912                                                                                  | Baugeschichtlich von Bedeutung, schlichter Putzbau im Reformstil der Zeit um 1910 | 09228063 |
|                                         | Mietshaus | Bahnhofstraße 7 (Karte)                                                                                               | 1906                                                                                  | Baugeschichtlich von Bedeutung, einfacher historistischer Putzbau mit Balkons und Schwebegiebeln | 09228064 |
|                                         | Fabrikanten-Wohnhaus der Samtfabrik Richter & Sohn | Bahnhofstraße 28 (Karte)                                                                                              | 3. Drittel 19. Jahrhundert                                                            | Spätklassizistische Putzfassade, baugeschichtlich und ortsgeschichtlich von Bedeutung | 09228067 |
| Direkt Bild zu diesem Denkmal hochladen | Fabrikanten-Wohnhaus (Heinrich-Werk) | Bahnhofstraße 38a (Karte)                                                                                             | 1917                                                                                  | Repräsentativ im Reformstil der Zeit um 1910, baugeschichtlich und ortsgeschichtlich von Bedeutung | 09228068 |
| Direkt Bild zu diesem Denkmal hochladen | Wohnhaus in Ecklage | Bahnhofstraße 44 (Karte)                                                                                              | 1911–1912                                                                             | Im Reformstil der Zeit um 1910, mit Eckbetonung und Holzveranda, baugeschichtlich von Bedeutung | 09228069 |
| Direkt Bild zu diesem Denkmal hochladen | Wohnhaus (Umgebinde) | Bergfrieden 6 (Karte)                                                                                                 | Um 1800                                                                               | Obergeschoss Fachwerk, baugeschichtlich von Bedeutung | 09228074 |
| Direkt Bild zu diesem Denkmal hochladen | Gasthaus Bergfrieden, mit Stützmauer zur Straße | Bergfrieden 7 (Karte)                                                                                                 | Im Kern 17. Jahrhundert                                                               | Obergeschoss Fachwerk verbrettert, baugeschichtlich und ortsgeschichtlich von Bedeutung | 09228075 |
| Direkt Bild zu diesem Denkmal hochladen | Wohnhaus (Umgebinde) | Bergfrieden 8 (Karte)                                                                                                 | Um 1800                                                                               | Doppelstubenhaus, Obergeschoss Fachwerk, Giebel verbrettert, baugeschichtlich von Bedeutung | 09228076 |
| Direkt Bild zu diesem Denkmal hochladen | Mietvilla | Bergstraße 4 (Karte)                                                                                                  | 1903                                                                                  | Im historistischen Stil, Putzbau mit Treppenturm und Freigespärre im Giebel, baugeschichtlich von Bedeutung | 09228071 |
| Direkt Bild zu diesem Denkmal hochladen | Wohnhaus (Umgebinde) | Bergstraße 15 (Karte)                                                                                                 | 19. Jahrhundert                                                                       | Obergeschoss Fachwerk, baugeschichtlich von Bedeutung | 09228072 |
| Direkt Bild zu diesem Denkmal hochladen | Mietshaus in Ecklage | Bernstädter Straße 1 (Karte)                                                                                          | 1911                                                                                  | Im Reformstil der Zeit um 1910, baugeschichtlich von Bedeutung | 09228077 |
|                                         | Alte Stadtmühle | Blumberger Weg 1 (Karte)                                                                                              | Bezeichnet mit 1834, Kern älter                                                       | Wassermühle, stattlicher, leicht abgewinkelter Bau mit Krüppelwalmdach, Steintafel über Türstock, hier Äbtissinnenstab mit den Insignien „M.Z.-A.M.“ und „1834“, Zeugnis der städtischen und klösterlichen Versorgung, ortsgeschichtlich, technikgeschichtlich und baugeschichtlich von Bedeutung | 09226945 |
|                                         | Wohnhaus in Ecklage | Brauhausstraße 1 (Karte)                                                                                              | 1827 (Stadtarchiv)                                                                    | Massives Gebäude mit Mansarddach – ortsgeschichtlich und baugeschichtlich von Bedeutung | 09228079 |
| Direkt Bild zu diesem Denkmal hochladen | Brauerei (Brauhaus) | Brauhausstraße 3 (Karte)                                                                                              | 1824                                                                                  | Repräsentatives massives Gebäude, große Toreinfahrt, Fassade mit Pilastergliederung, baugeschichtlich und technikgeschichtlich von Bedeutung. | 09228080 |
| Direkt Bild zu diesem Denkmal hochladen | Marienstatue am Forsthaus des Klosters Marienthal | Dittersbacher Straße (Karte)                                                                                          | 19. Jahrhundert                                                                       | Figur der Maria steht in einem großen gemauerten Tabernakel mit spitzer Bedachung in einer halbrunden Nische auf einem hohen Postament, Zeichen für die Zugehörigkeit zum Kloster Marienthal, siehe Dittersbacher Straße 1, geschichtliche Bedeutung auch im Zusammenhang mit dem Kloster, regionalgeschichtlicher Wert | 09306991 |
| Direkt Bild zu diesem Denkmal hochladen | Forsthaus des Klosters Marienthal und Nebengebäude | Dittersbacher Straße 1 (Karte)                                                                                        | 1805                                                                                  | Forsthaus zweigeschossig mit Krüppelwalmdach, Nebengebäude eingeschossig mit flacherem Satteldach, dazwischen Durchgangsbogen, zum Haus gehört eine Marienstatue, siehe Dittersbacher Straße, baugeschichtliche Bedeutung auch im Zusammenhang mit dem Kloster, regionalgeschichtlicher Wert | 09306990 |
| Direkt Bild zu diesem Denkmal hochladen | Schulgebäude (Katholische Konfessionsschule) mit Gedenktafel für Franz Xaver Kretschmer und Edmund Kretschmer | Edmund-Kretschmer-Straße 2 (Karte)                                                                                    | 1821                                                                                  | Barock-klassizistisches Gebäude mit Korbbogenportal, baugeschichtlich und ortsgeschichtlich von Bedeutung. | 09228081 |
|                                         | Wohnhaus mit Marienschrein über der Tür und Hintergebäude | Edmund-Kretschmer-Straße 4 (Karte)                                                                                    | 1799                                                                                  | Barockes Gebäude mit schönem Korbbogenportal und originaler geschnitzter Tür, baugeschichtlich von Bedeutung | 09228082 |
|                                         | Wohnhaus in Ecklage | Edmund-Kretschmer-Straße 38 (Karte)                                                                                   | 1842 (Stadtarchiv)                                                                    | Massives Gebäude, Segmentbogenportal mit schöner klassizistischer Tür, baugeschichtlich von Bedeutung | 09228083 |
| Weitere Bilder                          | Wohnhaus (Umgebinde) | Franz-Gareis-Weg 1 (Karte)                                                                                            | Um 1800                                                                               | Obergeschoss Fachwerk verbrettert, baugeschichtlich von Bedeutung | 09228084 |
| Weitere Bilder                          | Wohnhaus (Umgebinde) | Franz-Gareis-Weg 3 (Karte)                                                                                            | Um 1800                                                                               | Mit Fachwerk-Obergeschoss, baugeschichtlich von Bedeutung | 09228085 |
| Weitere Bilder                          | Wohnhaus und Scheune | Franz-Gareis-Weg 6 (Karte)                                                                                            | Um 1800                                                                               | Wohnhaus mit strebenreichem Fachwerk-Obergeschoss, Fachwerk-Scheune, wirtschaftsgeschichtlich und baugeschichtlich von Bedeutung | 09228086 |
| Direkt Bild zu diesem Denkmal hochladen | Wohnhaus in halboffener Bebauung | Gerhart-Hauptmann-Straße 2 (Karte)                                                                                    | 1824 (Stadtarchiv)                                                                    | Massiv mit Rundbogenportal, Krüppelwalmdach, baugeschichtlich von Bedeutung | 09228087 |
| Direkt Bild zu diesem Denkmal hochladen | Mietshaus in Ecklage | Gerhart-Hauptmann-Straße 8 (Karte)                                                                                    | 1895                                                                                  | Historistisches Gebäude mit Eckturm, Klinkerfassade, baugeschichtlich von Bedeutung | 09228088 |
|                                         | Evangelisch-Lutherische Gustav-Adolf-Kirche mit Kirchplatz | Görlitzer Straße 2 (Karte)                                                                                            | 1886–1890                                                                             | Große neogotische Kirche in Klinke, nach Plänen des Zittauer Architekten Hermann Knothe-Seeck, evangelische Gemeinde bestand seit 1872, baugeschichtlich, ortsgeschichtlich und ortsbildprägend von Bedeutung. | 09303575 |
| Direkt Bild zu diesem Denkmal hochladen | Evangelischer Friedhof Ostritz (Sachgesamtheit) | Görlitzer Straße 2 (gegenüber) (Karte)                                                                                | Ende 19. Jahrhundert                                                                  | Sachgesamtheit Evangelischer Friedhof Ostritz, einige Grabmäler und Umfassungsmauer als Einzeldenkmale (ID-Nr. 09228090) sowie gärtnerisch gestaltete Friedhofsanlage als Sachgesamtheitsteil; Friedhofsmauern teils Klinker, teils Bruchstein, in den Mauern einige schutzwürdige Erbbegräbnisse, darunter auf das der Familie Sallmann mit Engel in Betonguss, ortsgeschichtlich von Bedeutung. | 09303579 |
| Direkt Bild zu diesem Denkmal hochladen | Einige Grabmälern und Umfassungsmauer des evangelischen Friedhofs (Einzeldenkmale zu ID-Nr. 09303578) | Görlitzer Straße 2 (gegenüber) (Karte)                                                                                | Ende 19. Jahrhundert                                                                  | Einzeldenkmale der Sachgesamtheit Evangelischer Friedhof Ostritz; Friedhofsmauern teils Klinker, teils Bruchstein, in den Mauern einige schutzwürdige Erbbegräbnisse, darunter auf das der Familie Sallmann mit Engel in Betonguss, ortsgeschichtlich von Bedeutung. | 09228090 |
|                                         | Evangelisch-Lutherisches Bet-, Schul- und Pfarrhaus, heute Wohnhaus | Görlitzer Straße 4 (Karte)                                                                                            | 1872                                                                                  | Zweigeschossiger Massivbau mit Mansarddach, historistische Putzfassade, überhöhter Mittelrisalit mit Dreiecksgiebel, baugeschichtlich und ortsgeschichtlich von Bedeutung | 09228089 |
|                                         | Villa mit Garten, heute Alters- und Pflegeheim | Görlitzer Straße 7 (Karte)                                                                                            | Um 1900                                                                               | Prächtiger und straßenbildprägender historistischer Villenbau mit Fachwerkelementen, baugeschichtlich von Bedeutung | 09228091 |
|                                         | Wohnhaus, nach rechts in geschlossener Bebauung | Görlitzer Straße 9 (Karte)                                                                                            | Mitte 19. Jahrhundert                                                                 | Reich mit Gesims und Pilastern dekorierte Fassade, mit Dachhäuschen, baugeschichtlich von Bedeutung | 09228092 |
| Direkt Bild zu diesem Denkmal hochladen | Wohnhaus, nach links in geschlossener Bebauung | Görlitzer Straße 14 (Karte)                                                                                           | 1842 (Stadtarchiv)                                                                    | Gut gegliederte Putzfassade mit Granit-Türstock, mit einseitigem Krüppelwalmdach, weitgehend im Originalzustand erhalten, baugeschichtlich von Bedeutung | 09228094 |
| Weitere Bilder                          | Wohnhaus (Umgebinde) | Görlitzer Straße 17 (Karte)                                                                                           | 19. Jahrhundert                                                                       | Doppelstubenhaus mit strebenreichem Fachwerk-Obergeschoss und Krüppelwalmdach, baugeschichtlich von Bedeutung | 09228095 |
| Weitere Bilder                          | Wohnhaus (Umgebinde) | Görlitzer Straße 23 (Karte)                                                                                           | 1. Hälfte 19. Jahrhundert                                                             | Doppelstubenhaus, Fachwerk mit Kreuzstreben, teilweise Schieferverkleidung, baugeschichtlich von Bedeutung | 09228096 |
| Direkt Bild zu diesem Denkmal hochladen | Wohnhaus | Görlitzer Straße 29 (Karte)                                                                                           | Bezeichnet mit 1834, tatsächlich erst 1842 (Stadtarchiv)                              | Mit klassizistischer Putzfassade, Mittelrisalit, Krüppelwalmdach, baugeschichtlich von Bedeutung | 09228097 |
| Direkt Bild zu diesem Denkmal hochladen | Ehemaliges Steuer- und Zollamt | Görlitzer Straße 77 (Karte)                                                                                           | 1913, im Kern wohl älter                                                              | Königliches Untersteueramt, Königlich-Sächsisches Nebenzollamt, Haus der Schlacht- und Steuereinnahme; Heimatstil als Ausdruck der Heimatschutzbewegung, ortsgeschichtlich von Bedeutung | 09228022 |
|                                         | Postamt | Grunauer Straße 4 (Karte)                                                                                             | 1906                                                                                  | Historistische Klinkerfassade mit Seitenrisalit, orts- und baugeschichtlich von Bedeutung | 09228098 |
| Direkt Bild zu diesem Denkmal hochladen | Wohnhaus | Haseldorf 2 (Karte)                                                                                                   | 18. Jahrhundert                                                                       | Obergeschoss Fachwerk verbrettert, baugeschichtlich von Bedeutung | 09228099 |
| Direkt Bild zu diesem Denkmal hochladen | Wohnhaus | Haseldorf 4 (Karte)                                                                                                   | 1. Hälfte 18. Jahrhundert                                                             | Mit Fachwerk-Obergeschoss, baugeschichtlich von Bedeutung | 09228100 |
| Direkt Bild zu diesem Denkmal hochladen | Wohnhaus | Haseldorf 5 (Karte)                                                                                                   | Um 1800                                                                               | Mit Fachwerk-Obergeschoss, vermutlich ehemaliges Umgebindehaus, baugeschichtlich von Bedeutung | 09228101 |
| Direkt Bild zu diesem Denkmal hochladen | Wohnhaus | Haseldorf 6 (Karte)                                                                                                   | Um 1800                                                                               | Mit Fachwerk-Obergeschoss, vermutlich ehemaliges Umgebindehaus, baugeschichtlich von Bedeutung | 09228102 |
| Direkt Bild zu diesem Denkmal hochladen | Wohnhaus | Haseldorf 7 (Karte)                                                                                                   | Um 1800                                                                               | Mit Fachwerk-Obergeschoss, vermutlich ehemaliges Umgebindehaus, baugeschichtlich von Bedeutung | 09228103 |
| Direkt Bild zu diesem Denkmal hochladen | Wohnhaus (Umgebinde) | Haseldorf 11 (Karte)                                                                                                  | Um 1800                                                                               | Fachwerk-Obergeschoss mit Kreuzstreben, baugeschichtlich von Bedeutung | 09228104 |
| Direkt Bild zu diesem Denkmal hochladen | Wohnhaus (Umgebinde) | Haseldorf 13 (Karte)                                                                                                  | Um 1800                                                                               | Fachwerk-Obergeschoss mit Fußstreben, baugeschichtlich von Bedeutung | 09228105 |
| Direkt Bild zu diesem Denkmal hochladen | Wohnhaus (Umgebinde) | Haseldorf 15 (Karte)                                                                                                  | Um 1800                                                                               | Mit Fachwerk-Obergeschoss, baugeschichtlich von Bedeutung | 09228106 |
| Direkt Bild zu diesem Denkmal hochladen | Wohnhaus (Umgebinde) | Haseldorf 17 (Karte)                                                                                                  | Um 1800                                                                               | Mit Fachwerk-Obergeschoss, baugeschichtlich von Bedeutung | 09228107 |
| Weitere Bilder                          | Wohnhaus in geschlossener Bebauung | Heinrich-Heine-Straße 1 (Karte)                                                                                       | 1842 (Stadtarchiv)                                                                    | Putzfassade von noch klassizistischer Wirkung, schönes Türportal, Satteldach mit Fledermausgaupen, baugeschichtlich von Bedeutung | 09228109 |
|                                         | Wohnhaus in geschlossener Bebauung | Heinrich-Heine-Straße 2 (Karte)                                                                                       | 1842 (Stadtarchiv)                                                                    | Klassizistische Putzfassade mit Mittelrisalit, baugeschichtlich von Bedeutung | 09228110 |
|                                         | Wohnhaus, nach links in geschlossener Bebauung | Heinrich-Heine-Straße 3 (Karte)                                                                                       | 1842 (Stadtarchiv)                                                                    | Krüppelwalmdach, Obergeschoss mit Pilastergliederung, schöner Türstock, baugeschichtlich von Bedeutung | 09228111 |
| Direkt Bild zu diesem Denkmal hochladen | Wohnhaus, Kopfbau des Straßenzuges | Heinrich-Heine-Straße 4 (Karte)                                                                                       | 1842 (Stadtarchiv)                                                                    | Putzfassade von klassizistischer Wirkung, Dach mit Fledermausgaupen, baugeschichtlich von Bedeutung | 09228112 |
|                                         | Wohnhaus, nach links in geschlossener Bebauung | Julius-Rolle-Straße 1 (Karte)                                                                                         | 1842 (Stadtarchiv)                                                                    | Repräsentative Putzfassade mit Pilastergliederung, Dach mit Fledermausgaupen, baugeschichtlich von Bedeutung | 09228113 |
|                                         | Wohnhaus, mit Anbauten | Julius-Rolle-Straße 2 (Karte)                                                                                         | 1842 (Stadtarchiv)                                                                    | Eckhaus zum Markt mit allen Bestandteilen auch an der Julius-Rolle-Straße, schlichte Putzfassade mit Dachhäuschen, Korbbogenportal, baugeschichtlich von Bedeutung, marktplatzprägend | 09228114 |
| Direkt Bild zu diesem Denkmal hochladen | Wohnhaus | Julius-Rolle-Straße 6 (Karte)                                                                                         | Um 1780                                                                               | Obergeschoss Fachwerk, nach rechts in geschlossener Bebauung; ehemals links Umgebinde, davon nur die Blockstube erhalten, Umgebinde durch Mauerwerk ersetzt, Korbbogenportal mit originaler Haustür, baugeschichtlich und ortsgeschichtlich von Bedeutung | 09304660 |
| Weitere Bilder                          | Wohnhaus in Ecklage, mit Figur des hl. Nepomuk | Julius-Rolle-Straße 7 (Karte)                                                                                         | Um 1710                                                                               | Arkadenhaus (Seltenheitswert), originale historistische Hauseingangstür, baugeschichtlich von besonderer Bedeutung | 09228115 |
|                                         | Wohnhaus | Julius-Rolle-Straße 11 (Karte)                                                                                        | 1. Hälfte 19. Jahrhundert                                                             | Fachwerk-Obergeschoss, Korbbogenportal, Dachhecht, baugeschichtlich von Bedeutung, ortsbildprägende Lage | 09228116 |
|                                         | Stallgebäude und angebaute Scheune über hakenförmigem Grundriss, im Hof zweier Grundstücke | Julius-Rolle-Straße 12 (Kirchstraße 3) (Karte)                                                                        | Bezeichnet mit 1862 (Pferdestall)                                                     | Pferdestall mit Laubengang, Seltenheitswert, wirtschaftsgeschichtlich und baugeschichtlich von Bedeutung | 09228120 |
| Direkt Bild zu diesem Denkmal hochladen | Denkmal für die Gefallenen der Kriege 1866 und 1870/71 | Kirchstraße (nahe Nr. 4) (Karte)                                                                                      | Nach 1871                                                                             | Ortsgeschichtlich von Bedeutung. | 09228119 |
| Direkt Bild zu diesem Denkmal hochladen | Kreuzigungsgruppe | Kirchstraße (Karte)                                                                                                   | 1711                                                                                  | Einst Abschluss der Kreuzwegstationen, später hierher versetzt vom Hutberg, künstlerisch und ortsgeschichtlich von Bedeutung | 09228123 |
| Direkt Bild zu diesem Denkmal hochladen | Sieben Kreuzwegstationen eines Kalvarienberges | Kirchstraße (Karte)                                                                                                   | 19. Jahrhundert                                                                       | Religionsgeschichtlich und ortsgeschichtlich von Bedeutung | 09228122 |
|                                         | Denkmal für die Gefallenen des Ersten Weltkrieges | Kirchstraße (hinter dem katholischen Friedhof, Kirchstraße 8) (Karte)                                                 | 1924 (Stadtarchiv)                                                                    | Kriegerdenkmal in Form eines Rundtempels, künstlerisch und ortsgeschichtlich von Bedeutung | 09228121 |
| Direkt Bild zu diesem Denkmal hochladen | Wohnhaus | Kirchstraße 1 (Karte)                                                                                                 | Um 1800                                                                               | Schlichtes Wohnhaus mit Krüppelwalmdach, baugeschichtlich von Bedeutung, ortsbildprägende Lage am Kirchplatz der katholischen Kirche | 09228117 |
|                                         | Wohnhaus (Umgebinde) | Kirchstraße 2 (Karte)                                                                                                 | 1821 (Stadtarchiv)                                                                    | Doppelstubenhaus, Obergeschoss Fachwerk, baugeschichtlich von Bedeutung | 09228118 |
|                                         | Stallgebäude und angebaute Scheune über hakenförmigem Grundriss, im Hof zweier Grundstücke | Kirchstraße 3 (Julius-Rolle-Straße 12) (Karte)                                                                        | Bezeichnet mit 1862 (Pferdestall)                                                     | Pferdestall mit Laubengang, Seltenheitswert, wirtschaftsgeschichtlich und baugeschichtlich von Bedeutung. | 09228120 |
|                                         | Katholischer Friedhof Ostritz (Sachgesamtheit) | Kirchstraße 8 (Karte)                                                                                                 | Nach 1900                                                                             | Sachgesamtheit Katholischer Friedhof Ostritz, einige Grabmäler und die Friedhofsmauer als Einzeldenkmale (siehe Einzeldenkmale 09303578 unter gleicher Anschrift) sowie gärtnerisch gestaltete Friedhofsanlage als Sachgesamtheitsteil; ortsgeschichtlich von Bedeutung | 09303576 |
|                                         | Einige Grabmäler und die Friedhofsmauer des katholischen Friedhofs (Einzeldenkmale zu ID-Nr. 09303576) | Kirchstraße 8 (Karte)                                                                                                 | Nach 1900                                                                             | Einzeldenkmale der Sachgesamtheit Katholischer Friedhof Ostritz; ortsgeschichtlich von Bedeutung. | 09303578 |
| Direkt Bild zu diesem Denkmal hochladen | Andachtssäule nahe dem nördlichen Klostertor St. Marienthal | Klosterstraße (nahe Nr. 140) (Karte)                                                                                  | 18. Jahrhundert                                                                       | Religionsgeschichtlich von Bedeutung | 09228198 |
|                                         | Wohnhaus (Umgebinde), heute Heimatmuseum | Klosterstraße 1 (Karte)                                                                                               | 18. Jahrhundert                                                                       | Langständerbau, Blockstube teils erhalten, hausgeschichtlich und baugeschichtlich von Bedeutung | 09226943 |
| Direkt Bild zu diesem Denkmal hochladen | Wohnhaus in halboffener Bebauung | Klosterstraße 7 (Karte)                                                                                               | Nach 1824                                                                             | Schlichter Bau, Putzfassade, Mittelrisalit, originale Hauseingangstür, baugeschichtlich von Bedeutung | 09226942 |
| Direkt Bild zu diesem Denkmal hochladen | Salmannsche Villa mit zwei Nebengebäuden, Garten, Torpfeilern und Einfriedung | Klosterstraße 21 (Karte)                                                                                              | Um 1900                                                                               | Malerisch gestaltete Villa mit Dachreiter, Jugendstilanklänge, baugeschichtlich und ortsgeschichtlich von Bedeutung. | 09228125 |
| Direkt Bild zu diesem Denkmal hochladen | Vierseithof mit Wohnstallhaus, zwei Seitengebäuden und Scheune | Klosterstraße 26 (Karte)                                                                                              | 2. Hälfte 18. Jahrhundert                                                             | Ehemals geschlossen erhaltener Vierseithof, Wohnstallhaus strebenreiches Fachwerk-Obergeschoss und Satteldach mit fünf Fledermausgaupen, wirtschaftsgeschichtlich und baugeschichtlich von Bedeutung; ein Gebäude abgerissen | 09228126 |
| Direkt Bild zu diesem Denkmal hochladen | Wohnhaus | Klosterstraße 44 (Karte)                                                                                              | 1. Hälfte 19. Jahrhundert                                                             | Fachwerk-Obergeschoss mit Kopfstreben, baugeschichtlich von Bedeutung | 09228128 |
| Direkt Bild zu diesem Denkmal hochladen | Wohnhaus (Umgebinde) | Klosterstraße 45 (Karte)                                                                                              | 1. Hälfte 19. Jahrhundert                                                             | Mit verbrettertem Fachwerk-Obergeschoss, baugeschichtlich von Bedeutung | 09228129 |
|                                         | Wohnhaus (Umgebinde) | Klosterstraße 55 (Karte)                                                                                              | 1. Hälfte 19. Jahrhundert                                                             | Obergeschoss Fachwerk, baugeschichtlich von Bedeutung | 09228130 |
|                                         | Wohnhaus (Umgebinde) | Klosterstraße 56 (Karte)                                                                                              | 1. Hälfte 19. Jahrhundert                                                             | Mit Fachwerk-Obergeschoss, baugeschichtlich von Bedeutung | 09228131 |
| Direkt Bild zu diesem Denkmal hochladen | Wohnhaus (Umgebinde), ohne Anbau | Klosterstraße 57 (Karte)                                                                                              | 1. Hälfte 19. Jahrhundert                                                             | Mit Fachwerk-Obergeschoss, zum Teil verbrettert, baugeschichtlich von Bedeutung | 09228132 |
| Weitere Bilder                          | Wohnhaus (Umgebinde) | Klosterstraße 58 (Karte)                                                                                              | 1. Hälfte 19. Jahrhundert                                                             | Doppelstubenhaus mit Fachwerk-Obergeschoss, Giebel verbrettert, baugeschichtlich von Bedeutung | 09228133 |
|                                         | Wohnhaus (Umgebinde) | Klosterstraße 63 (Karte)                                                                                              | 1. Hälfte 19. Jahrhundert                                                             | Mit Fachwerk-Obergeschoss, verputzt und verbrettert, baugeschichtlich von Bedeutung | 09228135 |
| Direkt Bild zu diesem Denkmal hochladen | Wohnhaus (zwei Hausteile) | Klosterstraße 65 (Karte)                                                                                              | 1. Hälfte 19. Jahrhundert                                                             | Obergeschoss Fachwerk mit Kreuzstreben, baugeschichtlich von Bedeutung | 09228136 |
| Direkt Bild zu diesem Denkmal hochladen | Wohnhaus | Klosterstraße 67 (Karte)                                                                                              | 1. Hälfte 19. Jahrhundert                                                             | Obergeschoss Fachwerk, verbrettert, baugeschichtlich von Bedeutung | 09228137 |
| Direkt Bild zu diesem Denkmal hochladen | Stützmauer | Klosterstraße 70 (bei) (Karte)                                                                                        | 19. Jahrhundert                                                                       | Ortsbildprägende Trockenmauer, städtebaulich von Bedeutung | 09228140 |
| Direkt Bild zu diesem Denkmal hochladen | Wohnhaus | Klosterstraße 72 (Karte)                                                                                              | 1. Hälfte 19. Jahrhundert                                                             | Fachwerkbau mit Kreuzstreben, ehemaliges Umgebindehaus, baugeschichtlich von Bedeutung | 09228139 |
|                                         | Wohnhaus (Umgebinde) | Klosterstraße 84 (Karte)                                                                                              | 1. Hälfte 19. Jahrhundert                                                             | Mit Fachwerk-Obergeschoss, baugeschichtlich von Bedeutung | 09228141 |
| Direkt Bild zu diesem Denkmal hochladen | Vierseithof mit Wohnstallhaus (Umgebinde), zwei Seitengebäuden und Scheune | Klosterstraße 85, 87 (Karte)                                                                                          | 2. Hälfte 18. Jahrhundert                                                             | Wohnstallhaus Obergeschoss Fachwerk, Fachwerk-Scheune mit Kreuzstreben-Fachwerk, geschlossen erhaltener Vierseithof, wirtschaftsgeschichtlich und baugeschichtlich von Bedeutung | 09228142 |
| Direkt Bild zu diesem Denkmal hochladen | Portal mit Tür des Wohnhauses | Klosterstraße 97 (Karte)                                                                                              | Bezeichnet mit 1814                                                                   | Klassizistisches Korbbogenportal, handwerklich-künstlerisch von Bedeutung | 09228144 |
| Direkt Bild zu diesem Denkmal hochladen | Wohnhaus | Klosterstraße 102 (Karte)                                                                                             | 2. Hälfte 18. Jahrhundert                                                             | Fachwerkhaus, teilweise im Erdgeschoss erhalten, mit Kreuzstreben, baugeschichtlich von Bedeutung | 09228146 |
| Direkt Bild zu diesem Denkmal hochladen | Gärtnerwohnhaus und Gartenhaus der ehemaligen Klostergärtnerei (Einzeldenkmale zu ID-Nr. 09302180) | Klosterstraße 103 (Karte)                                                                                             | 2. Hälfte 18. Jahrhundert                                                             | Einzeldenkmale der Sachgesamtheit Kloster St. Marienthal; Zisterzienserinnenabtei Klosterstift St. Marienthal seit 1235, prachtvolle barocke Klosteranlage, gotische Kirche, eine der bedeutendsten Klosteranlagen Sachsens, baugeschichtlich von Bedeutung | 09228147 |
| Direkt Bild zu diesem Denkmal hochladen | Altstädter Schule | Klosterstraße 106 (Karte)                                                                                             | Um 1895                                                                               | Schulneubau der damaligen Gemeinde Altstadt; gründerzeitlicher Putzbau mit Glockentürmchen, im Stil des Historismus, baugeschichtlich und ortsgeschichtlich von Bedeutung | 09228149 |
| Direkt Bild zu diesem Denkmal hochladen | Betkreuz | Klosterstraße 106 (vor) (Karte)                                                                                       | 18. Jahrhundert                                                                       | Steinerne Andachtssäule, religionsgeschichtlich von Bedeutung | 09228150 |
| Direkt Bild zu diesem Denkmal hochladen | Wohnhaus (Franz-Gareis-Haus) | Klosterstraße 128 (Karte)                                                                                             | 1. Hälfte 19. Jahrhundert                                                             | In Klosterfreiheit (seit 1922 Marienthal) stehendes Geburtshaus des Malers Franz Gareis (1775–1803), Wegbereiter der deutschen Romantik; mit Fachwerk-Obergeschoss, Korbbogenportal, personengeschichtlich und baugeschichtlich von Bedeutung. | 09228152 |
| Weitere Bilder                          | Wohnhaus (Umgebinde) | Klosterstraße 130 (Karte)                                                                                             | Um 1800                                                                               | Mit Fachwerk-Obergeschoss, baugeschichtlich von Bedeutung | 09228153 |
| Weitere Bilder                          | Wohnhaus (Umgebinde) | Klosterstraße 132 (Karte)                                                                                             | Um 1800                                                                               | Doppelstubenhaus, mit Fachwerk-Obergeschoss, baugeschichtlich von Bedeutung | 09228154 |
| Weitere Bilder                          | Wohnhaus (Umgebinde) | Klosterstraße 134 (Karte)                                                                                             | Um 1800                                                                               | Doppelstubenhaus, Fachwerk-Obergeschoss mit Kopfstreben, Giebel verbrettert, Langständerbau mit ungewöhnlicher Fachwerk-Konstruktion, baugeschichtlich von Bedeutung | 09228155 |
| Weitere Bilder                          | Gasthaus Klosterschenke | Klosterstraße 138 (Karte)                                                                                             | 1. Hälfte 18. Jahrhundert                                                             | Mit Fachwerk-Obergeschoss, altertümliche Fachwerkkonstruktion (Kopf- und Fußstreben), ortsgeschichtlich und baugeschichtlich von Bedeutung | 09228156 |
| Direkt Bild zu diesem Denkmal hochladen | Villa mit Nebengebäude | Lessingstraße 5 (Karte)                                                                                               | Bezeichnet mit 1911                                                                   | Im Stil des Späthistorismus, Putzbau mit Fachwerkgiebel, baugeschichtlich von Bedeutung | 09228157 |
| Direkt Bild zu diesem Denkmal hochladen | Wohnhaus einer Gärtnerei | Lessingstraße 11 (Karte)                                                                                              | 1870er Jahre                                                                          | Schlichter gründerzeitlicher Putzbau, ortsgeschichtlich von Bedeutung | 09228158 |
| Direkt Bild zu diesem Denkmal hochladen | Turnhalle | Lessingstraße 16 (Karte)                                                                                              | 1909                                                                                  | Repräsentative Reformstil-Turnhalle mit Jugendstilelementen, mit Jahn-Relief über dem Westeingang, ortsgeschichtlich und baugeschichtlich von Bedeutung | 09228159 |
| Weitere Bilder                          | Rathaus | Markt 1 (Karte) | 1905                                                                                  | Repräsentativer Bau im Stil der Neorenaissance, mit Volutengiebeln und Uhrenturm, platzbildbeherrschend, ortsgeschichtlich und baugeschichtlich von Bedeutung | 09228160 |
|                                         | Wohnhaus in geschlossener Bebauung | Markt 2 (Karte) | 1842 (Stadtarchiv)                                                                    | Massives Gebäude, schlichte Putzfassade, schönes Türportal, Satteldach mit Fledermausgaupen, baugeschichtlich von Bedeutung | 09228161 |
|                                         | Wohnhaus in geschlossener Bebauung | Markt 3 (Karte) | 1842 (Stadtarchiv)                                                                    | Klassische Putzfassade, Granit-Türstock, Satteldach mit Fledermausgaupen, baugeschichtlich von Bedeutung | 09228162 |
|                                         | Wohnhaus in Ecklage | Markt 4 (Karte) | 1842 (Stadtarchiv)                                                                    | Klassizistische Putzfassade mit Mittelrisalit, Rundbogenportal, Krüppelwalmdach mit Fledermausgaupen, baugeschichtlich von Bedeutung | 09228163 |
|                                         | Ehemaliges Rathaus, heute Wohnhaus | Markt 5 (Karte) | 1842 (Stadtarchiv)                                                                    | Eckhaus zur Spantigstraße, repräsentativ mit Türmchen mit Ratsglocke, später Hotel zum Hirsch, ab 1900 „Ratskeller“, ortsgeschichtlich und baugeschichtlich von Bedeutung | 09228164 |
|                                         | Wohnhaus in geschlossener Bebauung | Markt 6 (Karte) | 1842 (Stadtarchiv)                                                                    | Klassizistische Putzfassade, Satteldach mit Fledermausgaupen, schöne Hauseingangstür, baugeschichtlich von Bedeutung | 09228165 |
|                                         | Wohnhaus in Ecklage | Markt 7 (Karte) | 1920er Jahre                                                                          | Schlichte Putzfassade, Walmdach mit Fledermausgaupen, reicht weit in die Julius-Rolle-Straße hinein, marktplatzprägend, baugeschichtlich von Bedeutung | 09228166 |
|                                         | Wohnhaus in geschlossener Bebauung | Markt 8 (Karte) | 1842 (Stadtarchiv)                                                                    | Repräsentative Putzfassade mit Dachaufbau, Pilastergliederung am Obergeschoss, schöne Rundbogenportale, baugeschichtlich von Bedeutung | 09228167 |
|                                         | Wohnhaus in geschlossener Bebauung | Markt 9 (Karte) | 1842 (Stadtarchiv)                                                                    | Massiv, Putzfassade, baugeschichtlich von Bedeutung | 09228168 |
|                                         | Wohnhaus in geschlossener Bebauung | Markt 10 (Karte) | 1842 (Stadtarchiv)                                                                    | Massives historisierendes Gebäude, klassizistischer Türstock, Fassade durch bauliche Veränderungen leicht gestört, trotzdem baugeschichtlich von Bedeutung | 09228169 |
|                                         | Wohnhaus in Ecklage | Markt 11 (Karte) | 1842 (Stadtarchiv)                                                                    | Massiv, gegliederte Putzfassade, Dach mit Fledermausgaupen, originale und ausgesprochen schöne, klassizistische Hauseingangstür (Oberlicht mit Rankenwerk und Lyra), baugeschichtlich von Bedeutung | 09228170 |
|                                         | Wohnhaus in geschlossener Bebauung | Markt 12 (Karte) | 1842 (Stadtarchiv)                                                                    | Massiv, Putzfassade, Satteldach mit Fledermausgaupen, baugeschichtlich von Bedeutung | 09228171 |
|                                         | Wohnhaus in geschlossener Bebauung | Markt 13 (Karte) | 1842 (Stadtarchiv)                                                                    | Massiv mit repräsentativer Putzfassade mit Kolossalpilastern, Satteldach mit Fledermausgaupen, schöne Hauseingangstür, baugeschichtlich von Bedeutung | 09228172 |
| Direkt Bild zu diesem Denkmal hochladen | Wohnhaus in Ecklage | Markt 14 (Karte) | 1842 (Stadtarchiv)                                                                    | Massives Gebäude, Putzfassade, Krüppelwalmdach mit Fledermausgaupen, baugeschichtlich von Bedeutung | 09228173 |
|                                         | Wohnhaus in Ecklage | Markt 15 (Karte) | 1842 (Stadtarchiv)                                                                    | Massives Gebäude, Putzfassade, Krüppelwalmdach mit Fledermausgaupen, orts- und baugeschichtlich von Bedeutung, ehemaliges Amtsgefängnis | 09228174 |
|                                         | Wohnhaus in geschlossener Bebauung | Markt 17 (Karte) | 1842 (Stadtarchiv)                                                                    | Massiv mit Putzfassade, aufwendige Fassadengliederung, Satteldach mit Fledermausgaupen, originale Hauseingangstür, baugeschichtlich von Bedeutung | 09228175 |
|                                         | Wohnhaus in geschlossener Bebauung | Markt 18 (Karte) | 1842 (Stadtarchiv)                                                                    | Massives Gebäude, schlichte Putzfassade, Satteldach mit Fledermausgaupen, baugeschichtlich von Bedeutung | 09228176 |
|                                         | Wohnhaus in Ecklage | Markt 19 (Karte) | 1842 (Stadtarchiv)                                                                    | Massives Gebäude, schlichte Putzfassade, einfaches Rundbogenportal, originale Hauseingangstür, baugeschichtlich von Bedeutung | 09228177 |
|                                         | Wohnhaus in Ecklage | Markt 20 (Karte) | 1824 (Stadtarchiv)                                                                    | Massives mit schlichter Putzfassade, Dach mit Fledermausgaupen, baugeschichtlich von Bedeutung | 09228178 |
|                                         | Wohnhaus, einst Schule, in geschlossener Bebauung | Markt 21 (Karte) | 1824 (Stadtarchiv)                                                                    | Massives Gebäude mit Dachhäuschen und Dreiecksgiebel, orts- und baugeschichtlich von Bedeutung | 09228179 |
|                                         | Wohnhaus in geschlossener Bebauung | Markt 22 (Karte) | 1824 (Stadtarchiv)                                                                    | Massives Gebäude, Putzfassade, Dach mit Gaupen, baugeschichtlich von Bedeutung | 09228180 |
|                                         | Wohnhaus (zwei Hausteile) in Ecklage | Markt 23 (Karte) | 1824 (Stadtarchiv)                                                                    | Gebäude mit Krüppelwalmdach und Gaupen, schlichte Putzfassade, baugeschichtlich von Bedeutung | 09228181 |
|                                         | Wohnhaus in Ecklage | Markt 24 (Karte) | 1842 (Stadtarchiv)                                                                    | Einfache historistische Fassade, städtebaulich von Bedeutung | 09228182 |
|                                         | Wohnhaus in geschlossener Bebauung | Markt 25 (Karte) | 1842 (Stadtarchiv)                                                                    | Massives Gebäude, Putzfassade, Satteldach mit Fledermausgaupen, baugeschichtlich von Bedeutung | 09228183 |
|                                         | Wohnhaus in geschlossener Bebauung | Markt 26 (Karte) | 1842 (Stadtarchiv)                                                                    | Massives Gebäude, schlichte Putzfassade, Satteldach mit Fledermausgaupen, baugeschichtlich von Bedeutung | 09228184 |
|                                         | Wohnhaus in geschlossener Bebauung | Markt 27 (Karte) | 1842 (Stadtarchiv)                                                                    | Massives Gebäude, schlichte Putzfassade, Satteldach mit Fledermausgaupen, baugeschichtlich von Bedeutung | 09228185 |
|                                         | Wohnhaus in Ecklage | Markt 28 (Karte) | 1842 (Stadtarchiv)                                                                    | Massives Gebäude, Putzfassade mit Mittelrisalit und Dachhäuschen, Krüppelwalmdach mit Gaupen, orts- und baugeschichtlich von Bedeutung, ehemaliges Untersteueramt | 09228186 |
| Direkt Bild zu diesem Denkmal hochladen | Wohnhaus | Neißeweg 6 (Karte) | Um 1800                                                                               | Mit Fachwerk-Obergeschoss, teilweise verbrettert, baugeschichtlich von Bedeutung | 09228187 |
| Direkt Bild zu diesem Denkmal hochladen | Wohnhaus | Neißeweg 8 (Karte) | 2. Hälfte 19. Jahrhundert                                                             | Obergeschoss vermutlich Fachwerk, verputzt, Giebel verbrettert, baugeschichtlich von Bedeutung | 09228188 |
| Direkt Bild zu diesem Denkmal hochladen | Wohnhaus | Neißeweg 10 (Karte)                                                                                                   | Um 1800                                                                               | Obergeschoss Fachwerk, teilweise verbrettert, Kreuzstreben-Fachwerk, Satteldach mit Fledermausgaupe, baugeschichtlich von Bedeutung | 09228189 |
| Weitere Bilder                          | Wohnhaus | Neißeweg 14 (Karte)                                                                                                   | Um 1800                                                                               | Mit strebenreichem Fachwerk-Obergeschoss, kurzer Dachhecht, baugeschichtlich von Bedeutung | 09228191 |
| Weitere Bilder                          | Wohnhaus (Umgebinde) | Neißeweg 16 (Karte)                                                                                                   | Um 1800                                                                               | Doppelstubenhaus, mit strebenreichem Fachwerk-Obergeschoss, Umgebindekonstruktion mit Scheitelzapfen, baugeschichtlich von Bedeutung | 09228192 |
| Direkt Bild zu diesem Denkmal hochladen | Wohnhaus in Ecklage | Pradestraße 2 (Karte)                                                                                                 | 1842/43 (Stadtarchiv)                                                                 | Schlichtes Gebäude, alte Hauseingangstür, baugeschichtlich von Bedeutung, ortsbildprägend nahe dem Markt | 09228193 |
|                                         | Wohnhaus in halboffener Bebauung | Spanntigstraße 1 (Karte)                                                                                              | 1842 (Stadtarchiv)                                                                    | Schlichter Putzbau, baugeschichtlich von Bedeutung | 09228194 |
|                                         | Katholische Pfarrei Mariä Himmelfahrt | Spanntigstraße 3 (Karte)                                                                                              | 1. Hälfte 19. Jahrhundert                                                             | Schlichter Massivbau mit Krüppelwalmdach, baugeschichtlich und ortsgeschichtlich von Bedeutung, ortsbildprägende Lage gegenüber der katholischen Kirche | 09228195 |
|                                         | Gefängnis, zum Wohnhaus umgebaut | Spanntigstraße 4 (Karte)                                                                                              | 1852 (Stadtarchiv)                                                                    | Schlichter Massivbau mit Zeltdach, Fenster teils mit Segmentbögen, ortsgeschichtlich von Bedeutung | 09226941 |
| Weitere Bilder                          | Katholische Pfarrkirche Mariä Himmelfahrt mit Kirchplatz, Einfriedungsmauer und Grabmalen | Spanntigstraße 5 (Karte)                                                                                              | 13. Jahrhundert, später überformt (Kirche); 17.–19. Jahrhundert (Grabmale)            | Große mittelalterliche Saalkirche, barock überformt, Westturm mit geschweifter Haube, baugeschichtlich, ortsgeschichtlich, ortsbildprägend und künstlerisch von Bedeutung. | 09228196 |
| Weitere Bilder                          | Kloster St. Marienthal (Sachgesamtheit) | St. Marienthal 1, 2, 2a, 3, 4, 5, 6, 7, 8, 9, 10, 11, 12 (Klosterstraße 103, Zittauer Straße 7, Stationsberg) (Karte) | 1234 (Schenkungs-urkunde); 2. Hälfte 17. Jahrhundert                                  | Sachgesamtheit Kloster St. Marienthal mit folgenden Einzeldenkmalen: Kirche mit Abtei- und Konventgebäude (Hauptquadrum mit Kapelle, Nr. 1), Propstei (Nr. 2), Gartenhaus (Nr. 2a), Stallgebäude mit Gesindestuben (Nr. 3), Beamtenwohnhaus (Nr. 4, 5, 6, 7 und 8), ehemalige Brauerei (Nr. 10), ehemalige Mühle (Nr. 11) und ehemalige Remise (Nr. 12) sowie weitere Nebengebäude (Gästehaus, Stallgebäude, Tischlerei, Bäckerei), Weinkeller (hinter Nr. 12) und Pavillon (hinter Nr. 4–8) auf dem Klosterareal, weiterhin Statuen, Pavillon (bei Nr. 2a) und Brunnen auf dem Gelände, Grabmale auf dem Klosterfriedhof und die Toreinfahrten zum Klosterareal (siehe dazu auch Einzeldenkmale 09228197 unter gleicher Anschrift), weiterhin Gärtnerwohnhaus mit Gartenhaus der ehemaligen Klostergärtnerei (Klosterstraße 103, siehe Einzeldenkmale 09228147), Kreuzwegstation (Stationsberg, siehe Einzeldenkmal 09228199) und Schäferei (Zittauer Straße 7, siehe Einzeldenkmal 09303580), als Sachgesamtheitsteil Äbtissinnengarten und weitere Klostergärten (Gartendenkmal), der Weinberg und die Umfassungsmauern des Klosters; Zisterzienserinnenabtei Klosterstift St. Marienthal seit 1235, prachtvolle barocke Klosteranlage, gotische Kirche, eine der bedeutendsten Klosteranlagen Sachsens, baugeschichtlich, landesgeschichtlich, künstlerisch und kunstgeschichtlich von Bedeutung | 09302180 |
| Weitere Bilder                          | Kirche mit Abtei- und Konventgebäude (Hauptquadrum mit Kapelle, Nr. 1), Propstei (Nr. 2), Gartenhaus (Nr. 2a), Stallgebäude mit Gesindestuben (Nr. 3), Beamtenwohnhaus (Nr. 4, 5, 6, 7 und 8), ehemalige Brauerei (Nr. 10), ehemalige Mühle (Nr. 11) und ehemalige Remise (Nr. 12) sowie weitere Nebengebäude (Gästehaus, Stallgebäude, Tischlerei, Bäckerei), Weinkeller (hinter Nr. 12) und Pavillon (hinter Nr. 4-8) auf dem Klosterareal, weiterhin Statuen, Pavillon (bei Nr. 2a) und Brunnen auf dem Gelände, Grabmale auf dem Klosterfriedhof und die Toreinfahrten zum Klosterareal (Einzeldenkmale zu ID-Nr. 09302180) | St. Marienthal 1, 2, 2a, 3, 4, 5, 6, 7, 8, 9, 10, 11, 12 (Karte)                                                      | 2. Hälfte 17. Jahrhundert, später überformt (Kirche); 18. Jahrhundert (Klosteranlage) | Einzeldenkmale der Sachgesamtheit Kloster St. Marienthal; Zisterzienserinnenabtei Klosterstift St. Marienthal seit 1235, prachtvolle barocke Klosteranlage, gotische Kirche, eine der bedeutendsten Klosteranlagen Sachsens, baugeschichtlich von Bedeutung. | 09228197 |
| Weitere Bilder                          | Kreuzwegstationen mit kolossaler Kreuzigungsgruppe (Einzeldenkmale zu ID-Nr. 09302180) | Stationsberg (nordwestlich vom Kloster St. Marienthal) (Karte)                                                        | 1728                                                                                  | Künstlerisch und religionsgeschichtlich von Bedeutung, barocke Kreuzigungsgruppe auf dem Stationsberg | 09228199 |
| Direkt Bild zu diesem Denkmal hochladen | Wohnhaus (Umgebinde) | Viebigstraße 10 (Karte)                                                                                               | Um 1800                                                                               | Obergeschoss Fachwerk, verbrettert, baugeschichtlich von Bedeutung | 09228200 |
| Direkt Bild zu diesem Denkmal hochladen | Wohnhaus | Viebigstraße 12 (Karte)                                                                                               | Um 1800                                                                               | Obergeschoss Fachwerk, verbrettert, baugeschichtlich von Bedeutung | 09226940 |
|                                         | Gasthaus zum Goldenen Löwen | Von-Schmitt-Straße 1 (Karte)                                                                                          | 1824 (Stadtarchiv)                                                                    | Eckhaus zum Markt, daher platzbildprägend, gut gegliederte Putzfassade, Walmdach mit Satteldach-Gaupen, baugeschichtlich und ortsgeschichtlich von Bedeutung | 09228201 |
| Direkt Bild zu diesem Denkmal hochladen | Heiligenschrein mit Gottvater und Sohn über der Tür eines Wohnhauses | Von-Schmitt-Straße 10 (Karte)                                                                                         | 1824 (Stadtarchiv)                                                                    | Religionsgeschichtlich von Bedeutung | 09228202 |
| Direkt Bild zu diesem Denkmal hochladen | Betkreuz | Zittauer Straße (nahe Lindenweg) (Karte)                                                                              | 19. Jahrhundert                                                                       | Künstlerisch ausgeformtes Sandsteinpostament mit Eisenkreuz, religionsgeschichtlich von Bedeutung | 09226944 |
| Direkt Bild zu diesem Denkmal hochladen | Schäferei, mit Wohnhaus und Scheune (Einzeldenkmale zu ID-Nr. 09302180) | Zittauer Straße 7 (Karte)                                                                                             | 18. Jahrhundert                                                                       | Einzeldenkmal der Sachgesamtheit Kloster St. Marienthal; Zisterzienserinnenabtei Klosterstift St. Marienthal seit 1235, prachtvolle barocke Klosteranlage, gotische Kirche, eine der bedeutendsten Klosteranlagen Sachsens, baugeschichtlich von Bedeutung | 09303580 |
| Direkt Bild zu diesem Denkmal hochladen | Villa | Zittauer Straße 8 (Karte)                                                                                             | 1898                                                                                  | Historisierende Putzfassade mit Ziegelsteingliederung und Stuck, Gliederungselemente fast vollständig erhalten, Schwebegiebel und Treppenturm, baugeschichtlich von Bedeutung | 09228203 |

### Ehemalige Denkmäler (Ostritz)
| Bild                                    | Bezeichnung          | Lage                        | Datierung                 | Beschreibung | ID       |
| --------------------------------------- | -------------------- | --------------------------- | ------------------------- | --- | -------- |
| Weitere Bilder                          | Wohnhaus (Umgebinde) | Görlitzer Straße 13 (Karte) | Um 1800                   | Doppelstubenhaus mit Fachwerk-Obergeschoss, baugeschichtlich von Bedeutung. Zwischen 2017 und 2019 abgerissen.                                            | 09228093 |
| Direkt Bild zu diesem Denkmal hochladen | Wohnhaus             | Neißeweg 12 (Karte)         | 2. Hälfte 19. Jahrhundert | Obergeschoss möglicherweise Fachwerk (verputzt), Krüppelwalmdach, baugeschichtlich von Bedeutung. Zwischen 2019 und 2024 aus der Denkmalliste gestrichen. | 09228190 |

## Leuba
| Bild                                    | Bezeichnung | Lage                         | Datierung                                                                                              | Beschreibung | ID       |
| --------------------------------------- | --- | ---------------------------- | --- | --- | -------- |
| Direkt Bild zu diesem Denkmal hochladen | Sächsisch-Preußische Grenzsteine (Sachgesamtheit)                                                                                          | (Karte)                      | Nach 1828                                                                                              | Sachgesamtheit Sächsisch-Preußische Grenzsteine; vermessungsgeschichtlich und landesgeschichtlich von Bedeutung als Zeitdokument der historischen Grenzziehung zwischen Sachsen und Preußen nach dem Wiener Kongress 1815, erstes erhaltenes Pilarpaar auf deutschem Gebiet ist Pilarpaar Nr. 9 (rechtselbisch). | 09305644 |
|                                         | Sächsisch-Preußischer Grenzstein: Pilarpaar Nr. 9                                                                                          | (Flurstück 651/1) (Karte)    | Nach 1828                                                                                              | Siehe auch Sachgesamtheit 09305644; vermessungsgeschichtlich und landesgeschichtlich von Bedeutung als Zeitdokument der historischen Grenzziehung zwischen Sachsen und Preußen nach dem Wiener Kongress 1815. Zwei Granitquader (42 × 42 cm) mit Nummer 9 und Landeskürzel, je einer auf sächsischer („KS“, Königreich Sachsen) und preußischer Seite („KP“, Königreich Preußen) mit dazwischen befindlichem Läuferstein, über den die Grenzlinie verläuft; farbig mit gezackten Bordüren gefasst (KS – grün-weiß, KP – schwarz-weiß). Erstes erhaltenes Pilarpaar auf deutschem Gebiet. | 09305643 |
|                                         | Sächsisch-Preußischer Grenzstein: Pilarpaar Nr. 11                                                                                         | (Flurstück 506/6) (Karte)    | Nach 1828                                                                                              | Siehe auch Sachgesamtheit 09305644; vermessungsgeschichtlich und landesgeschichtlich von Bedeutung als Zeitdokument der historischen Grenzziehung zwischen Sachsen und Preußen nach dem Wiener Kongress 1815. Zwei Granitquader (42 × 42 cm) mit Nummer 11 und Landeskürzel, je einer auf sächsischer („KS“, Königreich Sachsen) und preußischer Seite („KP“, Königreich Preußen) mit dazwischen befindlichem Läuferstein, über den die Grenzlinie verläuft; farbig mit gezackten Bordüren gefasst (KS – grün-weiß, KP – schwarz-weiß).                                                  | 09305404 |
| Direkt Bild zu diesem Denkmal hochladen | Vierseithof mit Wohnstallhaus, Scheune und Seitengebäuden                                                                                  | Am Dorfteich 3 (Karte)       | Um 1870                                                                                                | Vierseithof mit Wohnstallhaus, Scheune und zwei Seitengebäuden (eines mit Kumthalle) – Massivbauten des 19. Jahrhunderts, baugeschichtlich und wirtschaftsgeschichtlich von Bedeutung | 09228038 |
| Direkt Bild zu diesem Denkmal hochladen | Wohnstallhaus, Seitengebäude, Scheune sowie Schmiede eines ehemaligen Vierseithofes                                                        | Am Dorfteich 8 (Karte)       | Mitte 19. Jahrhundert                                                                                  | Massivbauten, ein Wirtschaftsgebäude ehemals mit Kumthalle, ortsbildprägende Hofanlage, baugeschichtlich und wirtschaftsgeschichtlich von Bedeutung | 09228047 |
| Direkt Bild zu diesem Denkmal hochladen | Rittergut Leuba (Sachgesamtheit) | Am Hofberg 3, 5 (Karte)      | 1696, Umbau bezeichnet mit 1779 (Herrenhaus)                                                           | Sachgesamtheit Rittergut Leuba, mit den Einzeldenkmalen: Herrenhaus, Wirtschaftsgebäude, Stallgebäude und Schafstall des Rittergutes (später zum Klostergut) sowie Reste der Einfriedung, und mit den Sachgesamtheitsteilen: Wirtschaftshof und Grünflächen; barockes Herrenhaus, massive Wirtschaftsgebäude, seit 1864 Klostergut, baugeschichtlich und ortsgeschichtlich von Bedeutung. | 09303810 |
|                                         | Herrenhaus, Wirtschaftsgebäude, Stallgebäude und Schafstall des Rittergutes Leuba (Einzeldenkmale zu ID-Nr. 09303810)                      | Am Hofberg 3, 5 (Karte)      | 1696, Umbau bezeichnet mit 1779 (Herrenhaus); bezeichnet mit 1839 (Schafstall); seit 1864 (Klostergut) | Einzeldenkmale der Sachgesamtheit Rittergut Leuba: Herrenhaus, Wirtschaftsgebäude, Stallgebäude und Schafstall des Rittergutes (später zum Klostergut) sowie Reste der Einfriedung –barockes Herrenhaus, massive Wirtschaftsgebäude, seit 1864 Klostergut, baugeschichtlich und ortsgeschichtlich von Bedeutung | 09228058 |
| Direkt Bild zu diesem Denkmal hochladen | Wohnhaus (mit Stallanbau) und Scheune | Hauptstraße 2 (Karte)        | 1. Hälfte 19. Jahrhundert                                                                              | Ortsbildprägendes (am Ortseingang gelegenes) Bauernhaus, mit verputztem Fachwerk-Obergeschoss, ehemals Umgebindehaus (heute massiv untersetzt), baugeschichtlich von Bedeutung. | 09228046 |
| Direkt Bild zu diesem Denkmal hochladen | Mietshaus | Hauptstraße 7 (Karte)        | Um 1900                                                                                                | Historistisch, Putzbau mit risalitartigem Mitteltrakt, baugeschichtlich von Bedeutung | 09228040 |
| Direkt Bild zu diesem Denkmal hochladen | Wohnstallhaus | Hauptstraße 8 (Karte)        | Um 1800                                                                                                | Strebenreiches Fachwerk-Obergeschoss, baugeschichtlich von Bedeutung | 09228042 |
| Direkt Bild zu diesem Denkmal hochladen | Seitengebäude eines Dreiseithofes | Hauptstraße 9 (Karte)        | Nach 1850                                                                                              | Massivbau, im Erdgeschoss mit Laubengang zu acht Jochen, wirtschaftsgeschichtlich und baugeschichtlich von Bedeutung | 09228041 |
| Direkt Bild zu diesem Denkmal hochladen | Seitengebäude (mit Kumthalle) eines Dreiseithofes                                                                                          | Hauptstraße 13 (Karte)       | Um 1860                                                                                                | Massivbau, im Erdgeschoss mit dreibogigem Laubengang (Kumthalle), wirtschaftsgeschichtlich und baugeschichtlich von Bedeutung | 09228039 |
| Direkt Bild zu diesem Denkmal hochladen | Wohnstallhaus eines Bauernhofes | Hauptstraße 18 (Karte)       | Bezeichnet mit 1850                                                                                    | Mit Fachwerk-Obergeschoss, ehemals Umgebindehaus (einfacher Ständerbau), baugeschichtlich von Bedeutung | 09228043 |
| Direkt Bild zu diesem Denkmal hochladen | Wohnhaus | Hauptstraße 22 (Karte)       | 1727                                                                                                   | Mit Fachwerk-Obergeschoss, möglicherweise ehemaliges Umgebindehaus, baugeschichtlich von Bedeutung | 09228044 |
| Direkt Bild zu diesem Denkmal hochladen | Wohnhaus und Schmiede eines Hakenhofes | Hauptstraße 23 (Karte)       | 1. Hälfte 18. Jahrhundert, wohl bezeichnet mit 1769 (Wohnhaus); Ende 19. Jahrhundert (Schmiede)        | Mit Fachwerk-Obergeschoss, ehemals Umgebindehaus, wichtig für Ortsbild/Blickbeziehung, baugeschichtlich von Bedeutung | 09228048 |
| Direkt Bild zu diesem Denkmal hochladen | Wohnhaus | Hauptstraße 25 (Karte)       | Vor 1734                                                                                               | Mit Fachwerk-Obergeschoss, ehemals Umgebindehaus, wichtig für Ortsbild/Blickbeziehung, baugeschichtlich von Bedeutung | 09228049 |
| Direkt Bild zu diesem Denkmal hochladen | Wohnhaus | Hauptstraße 40 (Karte)       | 1714                                                                                                   | Mit Fachwerk-Obergeschoss, baugeschichtlich von Bedeutung | 09228050 |
| Direkt Bild zu diesem Denkmal hochladen | Seitengebäude (mit Oberlaube) eines Vierseithofes                                                                                          | Hauptstraße 53 (Karte)       | Mitte 19. Jahrhundert                                                                                  | Massivbau, seltener Oberlaubengang, baugeschichtlich von Bedeutung | 09228052 |
| Weitere Bilder                          | Evangelisch-Lutherische Nikolaikirche, Kirchhof mit Feierhalle, Einfriedung und Grabmalen sowie Sühnekreuz und Lutherlinde mit Gedenkstein | Hauptstraße 57 (Karte)       | 1854–1857 (Kirche); 1591 (Sühnekreuz); 1883 (Lutherlinde)                                              | Imposanter neugotischer Sandsteinbau, baugeschichtlich, ortsgeschichtlich und ortsbildprägend von Bedeutung. | 09228051 |
| Direkt Bild zu diesem Denkmal hochladen | Pfarrhof mit Pfarrhaus (Nr. 63) und Wirtschaftsgebäude (Nr. 65)                                                                            | Hauptstraße 63, 65 (Karte)   | 1854–1856                                                                                              | Pfarrhaus zweigeschossig mit Drempelgeschoss, Mittelrisalit und klassizistischen Fassaden, Wirtschaftsgebäude mit zwei symmetrischen Seitenflügeln, Südteil Scheune, Nordteil gewölbte Ställe, ortsgeschichtlich und baugeschichtlich von Bedeutung. | 09302226 |
| Direkt Bild zu diesem Denkmal hochladen | Wohnhaus | Hauptstraße 64 (Karte)       | Im Kern vor 1627; um 1800                                                                              | Obergeschoss Fachwerk, ehemaliges Umgebindehaus, wichtig für Ortsbild und wissenschaftliche Dokumentation, baugeschichtlich von Bedeutung | 09228055 |
| Direkt Bild zu diesem Denkmal hochladen | Wohnhaus (Umgebinde) | Hauptstraße 68 (Karte)       | Um 1800, im Kern vor 1680                                                                              | Obergeschoss Fachwerk verschiefert, wissenschaftliche und baugeschichtliche Bedeutung | 09228056 |
| Direkt Bild zu diesem Denkmal hochladen | Seitengebäude eines Dreiseithofes | Hauptstraße 71 (Karte)       | Bezeichnet mit 1859                                                                                    | Stallgebäude, Massivbau, im Erdgeschoss mit fünfbogigem Laubengang, ortsbildbestimmend, wirtschaftsgeschichtlich und baugeschichtlich von Bedeutung | 09228054 |
| Direkt Bild zu diesem Denkmal hochladen | Wohnhaus | Hauptstraße 85 (Karte)       | 1821                                                                                                   | Mit Fachwerk-Obergeschoss, ehemaliges Umgebindehaus, baugeschichtlich von Bedeutung | 09228033 |
| Direkt Bild zu diesem Denkmal hochladen | Wohnhaus (Umgebinde) | Hauptstraße 89 (Karte)       | 1798                                                                                                   | Mit Fachwerk-Obergeschoss, baugeschichtlich von Bedeutung | 09228034 |
| Direkt Bild zu diesem Denkmal hochladen | Wohnhaus mit integriertem Wirtschaftsteil                                                                                                  | Hauptstraße 93 (Karte)       | 1742                                                                                                   | Fachwerk-Obergeschoss mit Kreuzstreben, ehemaliges Umgebindehaus (ursprünglich Langständerbau), baugeschichtlich von Bedeutung | 09228035 |
|                                         | Gefasste Quelle mit Sitzbänken und zwei Skulpturen (Kellbrunnen)                                                                           | Hauptstraße 99 (vor) (Karte) | 1664                                                                                                   | Schöne barocke Brunnenanlage, künstlerisch und ortsgeschichtlich von Bedeutung | 09228059 |
| Direkt Bild zu diesem Denkmal hochladen | Wohnhaus | Neißegasse 8 (Karte)         | Vor 1748                                                                                               | Mit Fachwerk-Obergeschoss, baugeschichtlich von Bedeutung | 09228057 |
| Direkt Bild zu diesem Denkmal hochladen | Wohnhaus | Neißegasse 10 (Karte)        | 1738                                                                                                   | Obergeschoss Fachwerk verbrettert, eines der in Leuba mehrfach angetroffenen Beispiele für Geschossbauten mit Drempelbildung im Dachbereich, baugeschichtlich von Bedeutung | 09228036 |
| Direkt Bild zu diesem Denkmal hochladen | Wohnhaus | Neißegasse 12 (Karte)        | Mitte 18. Jahrhundert                                                                                  | Mit Fachwerk-Obergeschoss, Gedingehaus, baugeschichtlich und sozialgeschichtlich von Bedeutung | 09228037 |

## Tabellenlegende
- Bild: Bild des Kulturdenkmals, ggf. zusätzlich mit einem Link zu weiteren Fotos des Kulturdenkmals im Medienarchiv Wikimedia Commons. Wenn man auf das Kamerasymbol klickt, können Fotos zu Kulturdenkmalen aus dieser Liste hochgeladen werden:
- Bezeichnung: Denkmalgeschützte Objekte und ggf. Bauwerksname des Kulturdenkmals
- Lage: Straßenname und Hausnummer oder Flurstücknummer des Kulturdenkmals. Die Grundsortierung der Liste erfolgt nach dieser Adresse. Der Link (Karte) führt zu verschiedenen Kartendiensten mit der Position des Kulturdenkmals. Fehlt dieser Link, wurden die Koordinaten noch nicht eingetragen. Sind diese bekannt, können sie über ein Tool mit einer Kartenansicht einfach nachgetragen werden. In dieser Kartenansicht sind Kulturdenkmale ohne Koordinaten mit einem roten bzw. orangen Marker dargestellt und können durch Verschieben auf die richtige Position in der Karte mit Koordinaten versehen werden. Kulturdenkmale ohne Bild sind an einem blauen bzw. roten Marker erkennbar.
- Datierung: Baubeginn, Fertigstellung, Datum der Erstnennung oder grobe zeitliche Einordnung entsprechend des Eintrags in der sächsischen Denkmaldatenbank
- Beschreibung: Kurzcharakteristik des Kulturdenkmals entsprechend des Eintrags in der sächsischen Denkmaldatenbank, ggf. ergänzt durch die dort nur selten veröffentlichten Erfassungstexte oder zusätzliche Informationen
- ID: Vom Landesamt für Denkmalpflege Sachsen vergebene, das Kulturdenkmal eindeutig identifizierende Objekt-Nummer. Der Link führt zum PDF-Denkmaldokument des Landesamtes für Denkmalpflege Sachsen. Bei ehemaligen Kulturdenkmalen können die Objektnummern unbekannt sein und deshalb fehlen bzw. die Links von aus der Datenbank entfernten Objektnummern ins Leere führen. Ein ggf. vorhandenes Icon  führt zu den Angaben des Kulturdenkmals bei Wikidata.